# Bulbophyllum finisterrae
Bulbophyllum finisterrae là một loài phong lan thuộc chi Bulbophyllum.